# Wiktoria Guść
Wiktoria Guść, född 14 februari 2004, är en polsk simmare.

## Karriär
Vid EM 2024 i Belgrad var Guść en del av Polens lag som tog brons på 4×100 meter frisim och silver på 4×200 meter mixed frisim. Hon erhöll ytterligare ett silver på 4×100 meter mixed frisim efter att ha simmat försöksheatet där Polen sedermera tog medalj.